# Сан-Хуан-де-Бетулия
Сан-Хуан-де-Бетулия (исп. San Juan de Betulia) — город и муниципалитет на севере Колумбии, на территории департамента Сукре. Входит в состав субрегиона Ла-Сабана.

## История
Поселение, из которого позднее вырос город, было основано в 1684 году. Муниципалитет Сан-Хуан-де-Бетулия был выделен в отдельную административную единицу в 1968 году.

## Географическое положение

Муниципалитет Сан-Хуан-де-Бетулия

Город расположен в центральной части департамента, в пределах Прикарибской низменности, на расстоянии приблизительно 14 километров к востоку от города Синселехо, административного центра департамента. Абсолютная высота — 152 метра над уровнем моря.
Муниципалитет Сан-Хуан-де-Бетулия граничит на севере и северо-западе с территорией муниципалитета Лос-Пальмитос, на юге и юго-западе — с муниципалитетом Коросаль, на востоке — с муниципалитетом Синсе. Площадь муниципалитета составляет 199 км².

## Население
По данным Национального административного департамента статистики Колумбии, совокупная численность населения города и муниципалитета в 2015 году составляла 12 544 человека.
Динамика численности населения муниципалитета по годам:
| 2005   | 2006   | 2007   | 2008   | 2009   | 2010   | 2011   | 2012   | 2013   | 2014   | 2015   |
| ------ | ------ | ------ | ------ | ------ | ------ | ------ | ------ | ------ | ------ | ------ |
| 12 378 | 12 397 | 12 415 | 12 433 | 12 450 | 12 467 | 12 484 | 12 499 | 12 515 | 12 529 | 12 544 |

Согласно данным переписи 2005 года мужчины составляли 51,4 % от населения Сан-Хуан-де-Бетулии, женщины — соответственно 48,6 %. В расовом отношении белые и метисы составляли 99,5 % от населения города; негры, мулаты и райсальцы — 0,5 %.
Уровень грамотности среди всего населения составлял 82,3 %.

## Экономика
Основу экономики Сан-Хуан-де-Бетулии составляет сельское хозяйство.

50,9 % от общего числа городских и муниципальных предприятий составляют предприятия торговой сферы, 33,3 % — предприятия сферы обслуживания, 15,7 % — промышленные предприятия, 0,1 % — предприятия иных отраслей экономики.